# Intel 8275
Intel 8275 — электронный компонент, микросхема видеоконтроллера (Programmable CRT Controller), выпущенная компанией Intel в 1970-х годах. Входила в набор микросхем поддержки микропроцессора Intel 8080.
Микросхема в основном применялась в персональных компьютерах, ориентированных на профессиональное применение — в частности, в компьютерах Durango F-85 и Robotron 1715. В зарубежных домашних компьютерах она распространения не получила.
Помимо Intel, микросхема также производилась другими компаниями, в частности, Siemens (SAB8275).

## Возможности
Микросхема позволяет реализовать отображение символьного экрана с разрешением до 80×64 символов. Вертикальный размер символов ограничен 16 пикселями. Также возможно использовать шесть атрибутов отображения символов (мигание, подчёркивание, инверсия, повышенная яркость и два пользовательских атрибута), в одной строке символов может присутствовать до 16 атрибутов. Помимо этого присутствует возможность отображения аппаратного курсора четырёх видов (подчёркивание или инверсия, с миганием или без мигания), возможность генерации прерывания по окончании отображения каждого кадра и поддержка светового пера.
Микросхема предназначена для совместной работы с контроллером ПДП (Intel 8257), с помощью которого выполняется чтение буфера экрана, располагаемого в общей памяти системы. Размер пакета ПДП и задержка между пакетами может изменяться программно, полученные данные буферизируются во внутренней памяти микросхемы (два буфера по 96 байт). Микросхема генерирует синхросигналы и формирует на выходных линиях номер текущего символа и номер отображаемой строки точек символа, а также атрибуты текущего отображаемого символа. Формирование изображений символов и полного видеосигнала, включая интерпретацию атрибутов, должно выполняться внешней схемой.